# Кимболл, Джереми
Джереми Кимбэлл (родился 1 марта 1991 года) — американский боец ММА, выступающий в полутяжелом весе Ultimate Fighting Championship.
Кимбэлл начал тренироваться, когда ему было 8 лет, так как его отец был тренером по ММА. Кимбэлл обладает титулом Fight to Win MMA, PFC MMA и FFC.
Любимой борцовской техникой бойца является граунд-энд-паунд.
Кимбэлл является профессиональным бойцом ММА с 2010 года.  В его активе победы над такими бойцами, как Томми Спир, Дрю Макфедрис, Чиди Нжокуани и Кит Берри. Последний раз он проигрывал Крису Камоцци в 2014-м году.
Рекорд Кимбэлла по любителям 3-1.
Боец дебютировал в UFC на турнире UFC on FOX 23: Shevchenko vs. Peña в январе 2017 года и проиграл техническим нокаутом Маркосу Рожерио де Лиме.

## Статистика
| Соперник       | Результат | Дата/Турнир                                         | Комментарий                              |
| -------------- | --------- | --------------------------------------------------- | ---------------------------------------- |
| Дарко Стосич   | Поражение | 22.07.2018 UFC Fight Night 134 — Shogun vs Oezdemir | TKO (Технический нокаут), 1 раунд 3:13   |
| Доминик Рейес  | Поражение | 03.12.2017 UFC 218 HOLLOWAY VS. EDGAR               | Submission (Болевой прием), 1 раунд 3:39 |
| Джош Стэнсбери | Победа    | 25.06.2017 UFC — Fight Night 112                    | Технический нокаут Р1                    |
| Перри Филкинс  | Поражение | 07.09.2013 Bellator 98: Шлеменко — Купер            | Сабмишном (удушающим сзади) 4:18 Р3      |
| Кит Берри      | Победа    | 31.07.2013 Bellator 97: Санчес — Райт               | Нокаутом 1:45 Р2                         |